# Розкрита краса
«Розкрита краса» (англ. Beauty Revealed) — мініатюра американської художниці Сари Гудрідж 1828 року. Вона назвала її своїм автопортретом. Мініатюра написана аквареллю на шматку слонової кістки. Зображує лише оголені груди художниці, обрамлені білою тканиною. Розмір картини 6,7 на 8 см. Початково в паперовій основі, нині в сучасній рамі. Гудрідж завершила твір у 40-річному віці. Завдяки гармонії світла, кольору та балансу груди на картині здаються просякнуті «врівноваженістю, блідістю, життєвістю». Обрамлення тканиною спонукає глядача зосередитися на них, що призводить до відчуття, ніби тіло «зникає».
Гудрідж закохалася у вдівця Денієля Вебстера, якому і подарувала портрет, із яким, можливо, планувала одружитися. Хоча Вебстер уклав шлюб з іншою, його родина зберігала портрет до 1980-х. 1981 року твір придбали на аукціоні «Крістіз» Глорія та Річард Менні. 2006 року подружжя подарувало чи продало власну колекцію мініатюр, разом із «Розкритою красою», Метрополітен-музею.

## Опис
«Розкрита краса» — автопортрет Сари Гудрідж зі зображенням її оголених грудей, рожевих сосків та родимки. Твір намальований у градаціях кольорів, які створюють тривимірний ефект. За словами мистецтвознавця Кріса Пакарда, хоча Гудрідж написала мініатюру 40-річною, проте її груди здаються молодшими та просякнуті «врівноваженістю, блідістю, життєвістю», через гармонію світла, кольору та балансу. Груди обрамлені завитками блідої тканини, яка частково віддзеркалює світло.
Розмір твору 6,7 на 8 см. Поміщений у футляр, початково на паперовій підкладці, на звороті якої дата «1828». Картина створена аквареллю на слоновій кістці, досить тонкій, аби світло проникало крізь нього й у такий спосіб дозволяло зображеним грудям «сяяти». Хоча цей матеріал типовий для американських мініатюр, однак у цьому випадку використовувався як основа для підкреслення плоті.
«Розкрита краса» завершена в період популярності портретної мініатюри в США наприкінці XVIII століття. До того часу, як Гудрідж закінчила свій автопортрет, мініатюри ставали складнішими та насиченішими. У «Heilbrunn Timeline of Art History» робота художниці описується як гра на Мініатюрах очей, які тоді були популярними як знаки прихильності в Англії та Франції, але не поширені в Сполучених Штатах. Ці портрети-мініатюри залицяльники носили, щоби не розкривати особу коханих.

## Історія
Гудрідж плідна бостонська художниця, яка навчалася в Гілберта Стюарта й Елкана Тісдейла. Вона довго спілкувалася з Денієлом Вебстером, політиком і сенатором від Массачусетсу. Вебстер надіслав їй понад сорок листів між 1827 і 1851 роками. Згодом їхнє спілкування стало фамільярним. В останніх листах він звертався як «Моїй милій, добрій подрузі», що не притаманно для його звичної манери письма. Гудрідж намалювала коханого понад десяток разів. Принаймні двічі вирушала з рідного Бостона до нього у Вашингтон: у 1828 році, після смерті першої дружини та 1841—1842 роках, після розлучення з другою.
«Розкриту красу» Гудрідж завершила 1828 року. Ймовірно, дивлячись на себе в дзеркало. Кілька робіт є можливими джерелами натхнення, серед них «Аріадна, що спить на острові Наксос» Джона Вандерліна та скульптура Гораціо Гріноу «Венера-переможниця». Гудрідж надіслала свій портрет Вебстеру, коли він овдовів. Судячи з мініатюрного формату, ймовірно, призначався лише для його очей. Американський мистецтвознавець Джон Апдайк припустив, що художниця планувала одружитися з Вебстером. Він пише, що оголені груди ніби говорять: «Ми ваші, щоби взяти, у всіх барвах краси слонової кістки, із нашими ніжно вкрапленими сосками». Зрештою, Вебстер уклав шлюб з іншою, багатшою жінкою.
Після смерті Вебстера портрети Гудрідж успадкували родичі, разом із мініатюрою «Розкрита краса». Нащадки вважали, що Вебстер і Гудрідж заручилися. 1981 року картину продали на аукціоні «Крістіз» за 15 000 доларів. Твір висів в Олександрівській галереї Нью-Йорка, допоки її не придбали місцеві колекціонери Глорія та Річард Менні. Подружжя включило «Розкриту красу» у виставку 1991 року «Знаки прихильності: портретна мініатюра в Америці» (англ. Tokens of Affection: The Portrait Miniature in America), яку показували в Метрополітен-музеї Нью-Йорка, Національному музеї американського мистецтва Вашингтона, та Інституті мистецтв Чикаго.
«Розкрита краса» стала однією з понад трьох сотень портретних мініатюр, зібраних подружжям, які вони подарували чи продали Метрополітен-музею у 2006 році. Керрі Ребора Барратт і Лорі Забар із музею описують автопортрет Гудріджа як найцікавіший із «незвичних і чудових» мініатюр малопомітних художників у колекції. 2008 року «Розкриту красу» включили до ретроспективи «Роки Філіпа де Монтебелло: куратори святкують три десятиліття придбань» (англ. The Philippe de Montebello Years: Curators Celebrate Three Decades of Acquisitions), що демонструвала всі придбані роботи, отримані під час перебування на посаді директора Метрополітен-музею Філіппа де Монтебелло, який вийшов на пенсію. Голланд Коттер з «The New York Times» відзначив автопортрет Гудріджа як «дивовижний». 2009 року автори Джейн Каменскі та Джилл Лепор черпали натхнення з «Розкритої краси» (а також інших картин, таких як «Хлопчик із білкою» Джона Сінглтона Коплі) для свого роману «Сліпа пляма». На 2023 рік на сайті музею Метрополітен зазначено, що «Розкрита краса» не виставлена для показу.

## Критика
Мистецтвознавець Дейл Джонсон описав «Розкриту красу» як «дивовижно-реалістичний» з витонченим пунктирування та штрихування, зазначаючи, що художниця змогла майстерно передати світло й тінь. У журналі «Antiques» 2012 року Рендалл Л. Голтон і Чарльз А. Гілдей прокоментували, що картина може викликати еротичну «естетичну лихоманку».
Пакард писав, що «Розкрита краса» як візуальна синекдоха, яка представляє всю Гудрідж через її груди. На відміну від «обтяженого» автопортрету 1845 року та нееротизованого автопортрета 1830 року, він зазначив, що «Розкрита краса» висуває на перший план Гудрідж та її потребу в увазі. Критик стверджує, що одяг навколо її грудей є вказівкою на виставу (подібно до завіси у водевілі). Пакард описав, що очі глядача зосереджені на грудях, а решта її тіла візуально абстрагується й створює враження, ніби зникає. Він вважає, що це виклик для стереотипів щодо скромної та прикутої до дому жінки XIX століття.

## Додаткова література
- Updike, John (February 1993). The Revealed and the Concealed: An Extraordinary Love Token Holds the Key to America's Ambivalent Relationship with the Nude. Art and Antiques. 15: 70—76.